# コブラ (アニメ)
本項目『コブラ (アニメ)』では、寺沢武一のSF漫画『コブラ』を原作としたアニメ作品について解説する。
解説する作品は以下のとおり。
- SPACE ADVENTURE コブラ（映画）
- スペースコブラ（TV第1作）
- COBRA THE ANIMATION（OVA、TV第2作）

## SPACE ADVENTURE コブラ
100分の劇場用アニメ映画として、1982年7月3日公開。日本の劇場アニメ初の「4チャンネルドルビーサラウンド」を使用した作品。また特殊視覚効果「立体3-D方式」を採用している。DVD 化時のタイトルは『スペースアドベンチャーコブラ（劇場版）』。
ストーリーは、左腕にサイコガンを持つ海賊コブラが第7銀河崩壊を目論む海賊ギルドの陰謀を阻止するべく幻の惑星ミロスへ向かう、というもので、原作の「刺青の女」「黄金の扉」両編をベースにした劇場版オリジナルストーリーとなっており、クライマックスは惑星ミロスでのコブラとクリスタル・ボーイの対決シーンである。
原作ではコブラのサイコガンは義手である左腕を外すと中から現れるが、本作では左腕が輝いてサイコガンに「変形」する。また、原作のロイヤル三姉妹をもとにしたキャラクターとしてフラワー三姉妹が登場。彼女たちはミロス星の最後の女王の娘という設定で、ドミニクが次女、キャサリンが末妹ということになっている。三姉妹に刺青はなく、「生まれたときは1つだった肉体が3つに分けられ、3人が同じ男を愛して再び1つの肉体になるか、2人が死に1人が生き残ることで次の女王となる」という設定になっている。
それ以外のキャラクターでも、ギルド側の傘下組織スノーゴリラが「ルルージュ星解放戦線」と名乗ってコブラとドミニクに味方したり、 原作のキャラクターと同名のトポロという人物が登場するが、その容姿・設定は全く別のものとなっていてフラワー三姉妹を見守ってきたミロス星のコンピューターであるなど、キャラクター設定も大幅に異なる。
寺沢が制作に深く関与しており、キャラクターデザインに関するダメ出しが多かった。
作画はあんなぶる主体で行われたが、テレコムも一部シーンを担当しており当時在籍していた宮崎駿がコブラがエアカーで脱出するシーンの原画の一部を描いた。
コブラを演じた松崎しげるについて、レディ役の榊原良子は、初めてのアフレコとは思えない躍動感と、セリフに迷いのない声の瞬発力といった、天性のライブ感覚に驚いたという。後のテレビ版でコブラを演じる野沢那智と、どちらも100％の魅力が発揮されていたと振り返る。
配給収入は3億円。
ビデオおよびDVDでソフト化された際に、英語版パイロットフィルムが収録された。また、本作の予告編はこのパイロット版の映像を一部使用して製作されている。
2017年12月20日、4K Ultra HD Blu-rayの発売にともない、35mmオリジナル・ネガフィルムからの4Kスキャンとレストアが行われ、4K HDRニューマスターを制作。2022年12月2日には「公開40周年記念 特別4K上映」として、全国で劇場公開された。

### キャスト
- コブラ（声 - 松崎しげる）
- ジェーン・フラワー（声 - 中村晃子）
- キャサリン・フラワー（声 - 藤田淑子）
- アーマロイド・レディ（声 - 榊原良子）[9]
- トポロ教授（声 - 久米明）
- クリスタル・ボーイ（声 - 睦五郎）
- サンドラ（声 - 田島令子）
- ドミニク・フラワー（声 - 風吹ジュン）
- 宣教師ダコバ（声 - 緒方賢一）
- 保安官（声 - 若本規夫）
- 藤城裕士
- 鈴木誠一
- 襟川恵子
- 島香裕
- 稲葉実
- 三枝みち子
- 横尾まり

### スタッフ
- 製作 - 藤岡豊、片山哲生
- プロデューサー - 池内辰夫
- 監督 - 出﨑統
- 助監督 - 竹内啓雄
- 脚本 - 寺沢武一、山崎晴哉
- 作画監督 - 杉野昭夫
- 作画 - あんなぷる、アクト、テレコム・アニメーションフィルム、マジックバス、サンリオ、虫プロダクション ほか
- 美術監督 - 小林七郎
- 美術監督補佐 - 男鹿和雄
- 撮影 - 高橋宏固
- 編集 - 鶴渕充寿
- 録音 - 加藤敏
- 効果 - 横山正和（E&Mプランニングセンター）
- 音楽 - 東海林修
- 製作担当 - 池田陽一
- 製作 - 東京ムービー新社

### 主題歌
「DAYDREAM ROMANCE」（デイドリーム・ロマンス）
歌 - 松崎しげる
「STAY…」（ステイ）
歌 - EVE
上記2曲ともに 作詞 - ちあき哲也 / 作曲 - 鈴木キサブロー / 編曲 - 東海林修

## スペースコブラ
劇場作品『SPACE ADVENTURE コブラ』 公開後に放送されたTVアニメ第1作。1982年10月7日から1983年5月19日までフジテレビ系で全31話が放送された。2022年現在のところ、フジテレビで放送された最後の東京ムービー単独製作アニメである。
当初はイタリアの企業であるカムとの日伊合作として制作が進められたが、制作途中で日伊合作体制のテレビシリーズは白紙となり、現在の日本単独制作である『スペースコブラ』に切り替わった。その影響か、発表から半年の間にイタリアで1982年10月より放送の予定が無くなった代わりに放送予定が決まっていなかった日本での放送が1982年10月に決定するという事態が起こった。
原作の連載第1話から「シドの女神」編までが描かれている。ストーリーの骨格はほぼ原作に忠実だが、登場人物や物語の展開に大幅な脚色が加えられている部分がある。例えば、ドミニクは原作版ではロイヤル家の三女だが、アニメ版では長女になっているほか、姉妹の絆を強く打ち出した演出などが加えられた。シドの刑務所が宇宙船となっているなど、劇場版の設定を踏襲している部分もある。TVアニメは低年齢視聴者が見ることもあり、原作者・寺沢武一の作風の特徴である肉感的ヌードシーンについてはそれなりの配慮がなされ、エロティシズムよりアクションが強調されている。とはいえ、女性キャラクターのボンデージ風のファッションまでがなくなっているわけではない。
最終回の第31話は原作の数話分を1話に再構成した為、一部の展開が改変・省略されたり、ダイジェストの展開になった場面もあった。
本作も劇場版と同じく監督が出崎統であり、止め絵による技法が多く使われている。各回の前半パートと後半パートの最後は、原作とは異なる荒々しいタッチの止め絵になっている。作画は動きが優先され、原作の緻密な画風とは異なったものとなっている。
コブラの乗る高性能宇宙船「タートル号」も、玩具化を前提としたデザインに変更されることとなった。その結果当時流行した合体変形ロボットアニメや前年発売のヒット玩具ルービックスネークの影響もあり、「ヘビのように変形する」というギミックが盛りこまれた。このギミックは結局のところ、原作に忠実なストーリーにはあまり絡まないものとなったが、原作における装甲兵員輸送車や歩兵戦闘車などの軍用車両のデザインを踏襲した無骨なものとは一風違ったものとなっている。また、コブラが使用する「エアーバイク」やコブラの敵・海賊ギルドが使用するメカもアニメ版オリジナルのものが多数登場している。海賊ギルド戦闘員のコスチュームも黄色い鬣（たてがみ）のついたマスクと青い戦闘服というアニメ版のオリジナルデザインとなっている。これらアニメ版オリジナルのデザインの一部は後に原作にも登場し、ギルド戦闘員のコスチュームや、ギルドの戦闘機「ヘルキャット」として登場している。
コブラのキャストには、元々原作者の寺沢はクリント・イーストウッドの吹き替えを担当していた山田康雄をイメージして書いていたことから 寺沢は山田を希望していたが、同じ東京ムービー作品である『ルパン三世』とイメージが重複するという理由で、野沢那智が担当した。なお、両者は同じ俳優の吹き替えや同じ役を機会を異にして演じている作品が多い。山田によるコブラも後にゲームで実現している。
テーマ曲・エンディング曲は「ルパン三世（日本テレビ版）」の大野雄二が起用されている。いっぽう、BGMは羽田健太郎が担当し、セルゲイ・プロコフィエフの「トッカータ」やドヴォルザークの「新世界より」からの引用も見られる。また同時期に放送され、羽田が音楽を担当していたテレビドラマ『西部警察 PART-II』からの流用も見られた。
過去にアニマックスやAT-X、フジテレビ721などで再放送されたことがある。フジ系列の地方局でも深夜に再放送されていた。また、2011年にはニコニコ動画で始まった「ニコニコアニメ名作劇場」配信作品の一つとして有料配信（第1話Aパートは無料配信）されている。この他2018年10月21日から同年10月25日まで5回に渡って、YouTubeの「週刊少年ジャンプ創刊50周年公式チャンネル」より第5話までが配信、そして2019年5月17日より同じくYouTubeの「TMSアニメ55周年公式チャンネル」から、「『スペースコブラ』オトコという名のコレクション」と銘打って、第1・3・16話が配信されている。また同チャンネルからは2019年5月29日より、先述の劇場版のOP・EDと、本編の一部が配信されている。
次回予告はコブラが行い、最後は彼の「次回、○○（サブタイトル）でまた会おう」の台詞で締める。

### 商品化
玩具はかつてのポピーから、メイン商品のタートル号が「DXコブラタートル」の名称で出たほか、サイコガンなどの玩具やLCDゲーム「スペースコブラ プロフェッショナル」が発売された。
本作関連玩具において一際異彩を放ったのは、この当時ポピーが意欲的に展開していたマシンロボのブランド名を冠しながら本作関連アイテムでもあった「マシンロボDX サイコロイド」（TVCMでは「フューチャーカー・サイコロイド」と呼ばれていた）。村上克司の手によるデザインで、アニメには1回だけ登場した。
初のソフト化は1991年9月、バンダイビジュアルから発売された8枚組LD-BOX「スペースコブラ パーフェクトコレクション」と同内容のVHSシリーズ。当ソフトでは放送第16〜19話のラグ・ボール編を1枚のソフトに収録するための措置として、第24話を繰り上げて第16話とし、以下のエピソード話数をひとつずつ繰り下げるという変則的な方法で商品化している。この初商品化のLD、VHSには、レコード用フルサイズを編集し映像が統一されたTVサイズOPが使われており、オンエア当時の物とは違っていたが、後年KSS（ケイエスエス）から単品発売されたLD、VHSでは、オリジナルの映像と音源をわざわざ発掘してオンエア当時のOPを再現している。なお、本編の音源は音ネガしか保存されていなかった為、一貫して光学音声である。
2000年10月25日に本テレビシリーズ全話を収録したDVD-BOXが、2002年10月25日には原石版（廉価版DVD-BOX）が発売された。2005年12月23日には本テレビシリーズ全話と先述の劇場版を収録したDVD-BOX「スペースアドベンチャーコブラDVD 〜ザ・タートル号BOX〜」が発売された。タートル号（「ザ・サイコガン」編以降のリニューアル版のデザイン）をモチーフにした特製DVDボックスのほか、オリジナルフィギュアなどが同梱されている。2008年8月29日、新アニメシリーズの開始にあわせて本テレビシリーズ8枚と劇場版が単品で再リリースされた。

### キャスト（TV第1作）
- コブラ（声 - 野沢那智）全話登場。
- レディ（声 - 榊原良子）5、17-19、28-30は未登場。
- 他は「コブラの登場人物」のページを参照。

### スタッフ（TV第1作）
- 企画 - 片山哲生、久保田栄一（フジテレビ）
- 原作 - 寺沢武一(連載誌 - 『週刊少年ジャンプ』)
- 音楽 - 羽田健太郎
- 主題歌 - 大野雄二
- 作画監督 - 杉野昭夫、大塚伸治
- メカニックデザイン - 村上克司 、大石一雄※ノンクレジット。マーチャン展開のあるメカのみ。
- 美術監督 - 水谷利春→石垣努
- 撮影監督 - 高橋宏固
- 録音監督 - 加藤敏
- 音楽監督 - 鈴木清司
- 選曲 - 合田豊
- 音響効果 - 横山正和
- 編集 - 鶴渕允寿、高橋和子
- 現像 - 東京現像所
- 文芸 - 山崎敬之
- 制作担当 - 徳永元嘉
- チーフディレクター - 出崎統、竹内啓雄
- プロデューサー - 加藤俊三（東京ムービー新社）、大野幸正（フジテレビ）
- 企画協力 - 光和インターナショナル
- 製作 - 東京ムービー新社、フジテレビ

### 主題歌・挿入歌
オープニングテーマ - 「コブラ」
エンディングテーマ - 「シークレット・デザイアー」
上記2曲ともに 作詞 - 冬杜花代子 / 作曲・編曲 - 大野雄二 / 歌 - 前野曜子
オープニングは宇宙船が左右から惑星に向かって飛んで行く場面で始まり、コブラの顔のアップ、そしてタイトル「スペースコブラ」という流れで始まる。コブラが画面一杯にサイコガンを発射する場面が描かれている他、主役メカ・タートル号が登場する第3話以降は、一部のイメージ映像がタートル号のカットに差し替えられた。歌詞の字幕は付いているが、サビの英詞の部分は記されていない。
エンディングは、コブラとレディが表裏にそれぞれ描かれたカードがミディアムスローなテンポのジャズBGMに合わせて回転するというもので、最初はカードをアップで映し、次第にロングで映してゆきバックに彼の愛銃パイソン77マグナムと酒が注がれたワイングラスを画面内に収め、歌の終わりの方で2回グラスに注がれた酒が波打つ、という演出がなされている。
挿入歌
「レディー」
作詞 - 伊藤薫 / 作曲 - 伊藤薫 / 編曲 - 志熊研三 / 歌 - TOMO
「さよならMan's World」
作詞 - 大津あきら / 作曲 - 山崎修 / 編曲 - 志熊研三 / 歌 - 清野由美
「甘い出来事」
作詞 - 大津あきら / 作曲 - 羽田健太郎 / 編曲 - 羽田健太郎 / 歌 - 清野由美
「レディー」は21話で、コブラ達が惑星バクーサの砂漠を渡るシーンで使用され、「さよなら〜」は27話でそれぞれ使用された。

### 各話リスト
| 話数   | サブタイトル             | シナリオ | コンテ     | ディレクター | 放送日         | 原作エピソード    |
| ------ | ------------------------ | -------- | ---------- | ------------ | -------------- | ----------------- |
| 第1話  | 復活!サイコガン          | 山崎晴哉 | さきまくら | 大賀俊二     | 1982年 10月7日 | 原作第1話         |
| 第2話  | 奇怪!ジゴバ              | 三木孝祐 | 松島ゆうじ | 大賀俊二     | 10月14日       | サイコガンの秘密  |
| 第3話  | 宿敵!クリスタル・ボーイ  | 山崎晴哉 | さきまくら | 大賀俊二     | 10月21日       | 刺青の女          |
| 第4話  | 脱走!! シド刑務所        | 三木孝祐 | さきまくら | 大賀俊二     | 10月28日       | 刺青の女          |
| 第5話  | 謎! 強敵スナイパーは?    | 三木孝祐 | 松島ゆうじ | 大賀俊二     | 11月4日        | 刺青の女          |
| 第6話  | 魔術師の正体!!           | 山崎晴哉 | -          | 大賀俊二     | 11月11日       | 刺青の女          |
| 第7話  | ジェーンの仇!            | 山崎晴哉 | 中西久男   | 大賀俊二     | 11月18日       | 刺青の女          |
| 第8話  | 激闘!コブラ対ボーイ      | 三木孝祐 | -          | 小鹿英吉     | 11月25日       | 刺青の女          |
| 第9話  | 出現!!海賊スノウ・ゴリラ | 寺田憲史 | 松野達也   | 大賀俊二     | 12月2日        | 刺青の女          |
| 第10話 | イレズミの秘密           | 山崎晴哉 | 松島ゆうじ | 大賀俊二     | 12月9日        | 刺青の女          |
| 第11話 | 砂の惑星ザドス           | 三木孝祐 | さきまくら | 大賀俊二     | 12月16日       | 刺青の女          |
| 第12話 | 恐るべし最終兵器         | 山崎晴哉 | さきまくら | 大賀俊二     | 12月23日       | 刺青の女          |
| 第13話 | 死のルーレット           | 山崎晴哉 | 中西久男   | 大賀俊二     | 12月30日       | 黄金の男          |
| 第14話 | 大魔王ガルタン           | 寺田憲史 | 松野達也   | 大賀俊二     | 1983年 1月6日  | 宇宙の大魔王      |
| 第15話 | 竜水晶の友よ!            | 三木孝祐 | 児玉兼嗣   | 大賀俊二     | 1月13日        | 雷電の惑星        |
| 第16話 | 地獄へ!ラグボール        | 山崎晴哉 | -          | 大賀俊二     | 1月20日        | ラグ・ボール      |
| 第17話 | ならず者チーム           | 山崎晴哉 | 中西久男   | 大賀俊二     | 1月27日        | ラグ・ボール      |
| 第18話 | デスゲーム!0078時        | 三木孝祐 | -          | 小鹿英吉     | 2月3日         | ラグ・ボール      |
| 第19話 | なるか!?逆転ホームラン   | 寺田憲史 | 児玉兼嗣   | 奥脇雅晴     | 2月10日        | ラグ・ボール      |
| 第20話 | 死闘!砂の海の恐怖        | 山崎晴哉 | 中西久男   | 大賀俊二     | 2月17日        | ソード人の秘密    |
| 第21話 | 二人のソード王           | 山崎晴哉 | 児玉兼嗣   | 奥脇雅晴     | 2月24日        | ソード人の秘密    |
| 第22話 | 地底の客                 | 三木孝祐 | -          | 大賀俊二     | 3月3日         | 地底の客          |
| 第23話 | 海底の墓標               | 寺田憲史 | 松野達也   | 奥脇雅晴     | 3月10日        | 海底の墓標        |
| 第24話 | ロボットはいかが?        | 山崎晴哉 | 児玉兼嗣   | 奥脇雅晴     | 3月17日        | ロボットはいかが? |
| 第25話 | コブラが死んだ!?         | 三木孝祐 | 中西久男   | 奥脇雅晴     | 3月24日        | 死の商人          |
| 第26話 | 戦火の彼方に             | 山崎晴哉 | -          | 奥脇雅晴     | 3月31日        | 二人の軍曹        |
| 第27話 | 悪の帝王!サラマンダー    | 寺田憲史 | 児玉兼嗣   | 奥脇雅晴     | 4月7日         | シドの女神        |
| 第28話 | コブラ怒りの報復へ       | 寺田憲史 | 福富博     | 奥脇雅晴     | 4月21日        | シドの女神        |
| 第29話 | 極北の男・熱き血よ       | 三木孝祐 | -          | 坂野美智男   | 5月5日         | シドの女神        |
| 第30話 | サラマンダーを倒す法     | 山崎晴哉 | 松野達也   | 奥脇雅晴     | 5月12日        | シドの女神        |
| 第31話 | あばよ!おれのコブラ      | 山崎晴哉 | 児玉兼嗣   | 奥脇雅晴     | 5月19日        | シドの女神        |

### 放送局
遅れネット・未放送となった系列局が少なくない。
逆に、他系列で本作を放送した局がいくつかあった。
※放送日時は1983年5月終了時点、放送系列は当時のものとする。
| 放送地域       | 放送局         | 放送日時                                                          | 放送系列                      | 備考                                       |
| -------------- | -------------- | ----------------------------------------------------------------- | ----------------------------- | ------------------------------------------ |
| 関東広域圏     | フジテレビ     | 木曜 19:00 - 19:30                                                | フジテレビ系列                | 制作局                                     |
| 北海道         | 北海道文化放送 | 木曜 19:00 - 19:30                                                | フジテレビ系列                |                                            |
| 宮城県         | 仙台放送       | 木曜 19:00 - 19:30                                                | フジテレビ系列                |                                            |
| 長野県         | 長野放送       | 木曜 19:00 - 19:30                                                | フジテレビ系列                |                                            |
| 静岡県         | テレビ静岡     | 木曜 19:00 - 19:30                                                | フジテレビ系列                |                                            |
| 富山県         | 富山テレビ     | 木曜 19:00 - 19:30                                                | フジテレビ系列                |                                            |
| 石川県         | 石川テレビ     | 木曜 19:00 - 19:30                                                | フジテレビ系列                |                                            |
| 福井県         | 福井テレビ     | 木曜 19:00 - 19:30                                                | フジテレビ系列                |                                            |
| 中京広域圏     | 東海テレビ     | 木曜 19:00 - 19:30                                                | フジテレビ系列                |                                            |
| 近畿広域圏     | 関西テレビ     | 木曜 19:00 - 19:30                                                | フジテレビ系列                |                                            |
| 島根県・鳥取県 | 山陰中央テレビ | 木曜 19:00 - 19:30                                                | フジテレビ系列                |                                            |
| 岡山県・香川県 | 岡山放送       | 木曜 19:00 - 19:30                                                | フジテレビ系列                |                                            |
| 広島県         | テレビ新広島   | 木曜 19:00 - 19:30                                                | フジテレビ系列                |                                            |
| 福岡県         | テレビ西日本   | 木曜 19:00 - 19:30                                                | フジテレビ系列                |                                            |
| 佐賀県         | サガテレビ     | 木曜 19:00 - 19:30                                                | フジテレビ系列                |                                            |
| 長崎県         | テレビ長崎     | 木曜 19:00 - 19:30                                                | フジテレビ系列 日本テレビ系列 |                                            |
| 熊本県         | テレビ熊本     | 木曜 19:00 - 19:30                                                | フジテレビ系列 テレビ朝日系列 |                                            |
| 沖縄県         | 沖縄テレビ     | 木曜 19:00 - 19:30                                                | フジテレビ系列                |                                            |
| 青森県         | 青森テレビ     | 火曜 17:30 - 18:00                                                | TBS系列                       |                                            |
| 岩手県         | テレビ岩手     | 日曜 16:30 - 17:00                                                | 日本テレビ系列                |                                            |
| 秋田県         | 秋田テレビ     | 金曜 19:00 - 19:30                                                | フジテレビ系列 テレビ朝日系列 |                                            |
| 山形県         | 山形テレビ     | 木曜 17:30 - 18:00                                                | フジテレビ系列                |                                            |
| 福島県         | 福島テレビ     | 水曜 17:20 - 17:50（第18話まで） 水曜 17:30 - 18:00（第19話より） | フジテレビ系列                | 1983年3月まではTBS系列とのクロスネット局。 |
| 山梨県         | 山梨放送       | 土曜 17:00 - 17:30                                                | 日本テレビ系列                |                                            |
| 新潟県         | 新潟総合テレビ | 木曜 19:30 - 20:00                                                | フジテレビ系列 テレビ朝日系列 |                                            |
| 高知県         | テレビ高知     | 水曜 17:30 - 18:00                                                | TBS系列                       |                                            |
| 鹿児島県       | 鹿児島テレビ   | 水曜 17:25 - 17:55                                                | フジテレビ系列 日本テレビ系列 |                                            |

### 前後番組
| フジテレビ系 木曜19時台前半枠     | フジテレビ系 木曜19時台前半枠 | フジテレビ系 木曜19時台前半枠  |
| 前番組                            | 番組名                        | 次番組                         |
| --------------------------------- | ----------------------------- | ------------------------------ |
| パタリロ! 【土曜19:30へ改題移動】 | スペースコブラ                | ベムベムハンターこてんぐテン丸 |

## COBRA THE ANIMATION
『コブラ』生誕30周年記念企画として、2008年6月24日東京都内で制作発表会が行われた。制作発表会では、これまで映像化されていないエピソードから第1弾として「ザ・サイコガン」、第2弾として「タイムドライブ」、第3弾として「六人の勇士」を8月より新作アニメとして発表していくことが会見で明らかにされた。この発表会には原作者の寺沢武一、主人公コブラ役の野沢那智、主題歌を担当する松崎しげる、テレビ版を監督するはずだった出崎統のほか、応援団長としてコブラの大ファンと自称する芸人のケンドーコバヤシらが出席した。

### OVA版
TV版『スペースコブラ』終了から25年ぶりのアニメ化。コブラ、レディ役にはTV版と同じく野沢那智、榊原良子を起用。原作で映像化されていないエピソードのうち「ザ・サイコガン」を全4巻で、「タイム・ドライブ」を全2巻で制作、DVDでリリース(後にBlu-ray Disc版も発売)。発売/販売元はハピネット。のちにアニマックスでも放送された。

#### キャスト（OVA）
- コブラ（声 - 野沢那智）
- アーマロイド・レディ（声 - 榊原良子）

ザ・サイコガン
- ユートピア・モア（声 - 安藤麻吹）
- クリスタル・ボーイ（声 - 東地宏樹）
- クリフ・ボールド / ジプシードッグ（声 - 咲野俊介）

タイム・ドライブ
- 過去のコブラ（声 - 内田直哉）
- エメラルダ（声 - 高山みなみ）
- 魔二童（声 - 小杉十郎太）
- ギロス（声 - 楠見尚己）

#### スタッフ（OVA）
- 原作・監督・脚本・絵コンテ - 寺沢武一（『タイム・ドライブ』では原作・監修）
- アニメーション監督・演出 - 前島健一（『タイム・ドライブ』では監督・絵コンテ・演出）
- キャラクターデザイン・総作画監督 - 清水恵蔵
- 美術監督 - 小林七郎、高橋麻穂
- 色彩設計 - 関美恵子
- 撮影監督 - 岡崎英夫
- 音楽 - 池頼広
- 音響監督 - 三好慶一郎
- アニメーション制作 - マジックバス
- 制作 - ギルドプロジェクト

#### 主題歌（OVA）
ザ・サイコガン
オープニングテーマ - 『傷だらけの夢』
作詞 - 及川眠子 / 作曲・編曲 - 米田直之 / 歌 - 高橋洋子
エンディングテーマ - 『wanderer』
作詞 - 及川眠子 / 作曲・編曲 - Blues T / 歌 - 松崎しげる
タイム・ドライブ
オープニングテーマ - 『TIME DRIVE』
歌・作詞 - Sasja Antheunis / 作曲・編曲 - 池頼広
エンディングテーマ - 『君が微笑うなら』
作詞 - 柚木美祐 / 作曲 - 見良津健雄 / 編曲 - 関淳二郎 / 歌 - 松崎しげる

### テレビシリーズ版
TVシリーズ第2作。OVA終了後にTVシリーズとして「六人の勇士」が2009年7月5日よりBS11にて放送予定だったが、急遽放送が延期。結局「六人の勇士」の映像化は実現せず、1982年に描かれた中編5作品と1996年に描かれた「ギャラクシーナイツ」編を原作として、放映開始は2010年1月2日となった。
当初はTVシリーズ第1作『スペースコブラ』の出崎統が監督、鈴木清司が音楽監督を務める予定だったが、出崎の肺癌治療に伴い両者は降板し、OVAからキャラクターデザインを担当している清水恵蔵が監督を兼任する形で登板。アニメーション・プロデューサーには出崎の兄である出﨑哲が起用され、またコブラの声はOVA「タイム・ドライブ」で若かりし日のコブラの声を担当した内田直哉に変更された。これは前任の野沢那智が癌治療のために降板をしているためである。なお、野沢は放送終了から約7か月後の同年10月30日に、出崎は翌2011年4月17日にそれぞれ死去した。
原作をほぼ忠実に再現しているが、アニメオリジナルシーンもある。また、本編終了後には「マリエとパペットマペットのLOVE×LOVE コブラ」というミニコーナーが設けられていた。
2010年5月28日からキッズステーションでも再放送されている。ただし前述の「LOVE×LOVE コブラ」は、肖像権上の影響でカットされている。

#### スタッフ（TV第2作）
- 原作 - 寺沢武一
- 監督 - 清水恵蔵
- シリーズ演出 - 熨斗谷充孝
- シリーズ構成 - 小出一巳
- キャラクターデザイン - 清水恵蔵、山本径子、桝井一平
- メカニックデザイン - 三浦洋祐
- 総作画監督 - 山本径子、小林ゆかり
- 美術監督 - 河野次郎
- 色彩設計 - 森嶌一美、猪又菜美
- 撮影監督 - 中村圭介
- 音楽 - 池頼広
- 音響監督 - 加藤敏
- アニメーション・プロデューサー - 出﨑哲
- 制作プロデューサー - 三上鉄男、小出一巳
- アニメーション制作 - マジックバス
- 制作 - ギルドプロジェクト

#### 主題歌（TV第2作）
オープニングテーマ - 「COBRA THE SPACE PIRATE」
作詞・歌 - Sasja Antheunis / 作曲・編曲 - 池頼広
エンディングテーマ - 「君の歌」
作詞 - 柚木美祐 / 作曲 - 奥田もとい / 編曲 - 上田益 / 歌 - 松崎しげる

#### 各話リスト（TV第2作）
| 話数            | サブタイトル         | 脚本     | 絵コンテ          | 演出                    | 作画監督                               | 総作画監督              | 放送日        | 原作エピソード       |
| --------------- | -------------------- | -------- | ----------------- | ----------------------- | -------------------------------------- | ----------------------- | ------------- | -------------------- |
| 第1話           | シバの鍵             | 植田浩二 | 清水恵蔵          | 熨斗谷充孝              | 蕗此此                                 | 山本径子                | 2010年 1月2日 | 黄金の扉             |
| 第2話           | 黄金の扉             | 末永光代 | 大久保政雄        | 中島豊秋                | 高橋和徳                               | 小林ゆかり              | 1月9日        | 黄金の扉             |
| 第3話           | 星のない街           | 植田浩二 | 前島健一          | 岡尾貴洋                | 斉藤浩信部                             | 山本径子                | 1月16日       | 黄金の扉             |
| 第4話           | 黄金郷の亡霊         | 末永光代 | 松浦錠平          | 松浦錠平                | 服部一郎                               | 小林ゆかり              | 1月23日       | 黄金の扉             |
| 第5話           | さまよえる美女の伝説 | 植田浩二 | 西澤晋            | 鈴木孝聡                | 西澤晋                                 | 山本径子 清水恵蔵       | 1月30日       | さまよえる美女の伝説 |
| 第6話           | カゲロウ山登り       | 末永光代 | 清水恵蔵 伊藤幸松 | 清水明                  | しまだひであき 桝井一平 タカハシアキラ | 小林ゆかり              | 2月6日        | 「カゲロウ山」登り   |
| 第7話           | 山頂へ               | 末永光代 | 大久保政雄        | 中島豊秋                | 高橋和徳                               | 山本径子                | 2月13日       | 「カゲロウ山」登り   |
| 第8話           | マンドラド           | 植田浩二 | 前島健一          | 岡尾貴洋                | 鈴木伸一                               | 小林ゆかり              | 2月20日       | マンドラド           |
| 第9話           | 黒い弾丸             | 植田浩二 | 雨宮英雄          | 矢野篤 铃木吉男（補助） | 飯飼一幸                               | 山本径子 清水恵蔵       | 2月27日       | 黒い弾丸             |
| 第10話          | ギャラクシー・ナイツ | 植田浩二 | 西澤晋            | 鈴木孝聡                | 西澤晋                                 | しまだひであき 清水恵蔵 | 3月6日        | ギャラクシー・ナイツ |
| 第11話          | 13人目の男           | 植田浩二 | 雨宮英雄          | 岡尾貴洋                | 桝井一平 細野明美                      | 桝井一平 清水恵蔵       | 3月13日       | ギャラクシー・ナイツ |
| 第12話          | 神殿の魔物           | 植田浩二 | 大久保政雄        | 中島豊秋                | 高橋和徳                               | 山本径子 清水恵蔵       | 3月20日       | ギャラクシー・ナイツ |
| 第13話 (最終話) | 遥かなる記憶         | 植田浩二 | 前島健一          | 熨斗谷充孝              | しまだひであき 清水恵蔵                | 飯飼一幸                | 3月27日       | ギャラクシー・ナイツ |

放送局
| 放送地域 | 放送局             | 放送期間              | 放送日時      | 放送系列           | 備考         |
| -------- | ------------------ | --------------------- | ------------- | ------------------ | ------------ |
| 日本全域 | BS11               | 2010年1月2日 -3月27日 | 土曜 23時30分 | BSデジタル放送     | 『ANIME+』枠 |
| 日本全域 | バンダイチャンネル | 2010年1月15日 開始    | 全13話配信中  | インターネット配信 | 第1話無料    |
| BS11 ANIME+ 土曜23時30分枠 | BS11 ANIME+ 土曜23時30分枠 | BS11 ANIME+ 土曜23時30分枠 |
| 前番組                     | 番組名                     | 次番組                     |
| -------------------------- | -------------------------- | -------------------------- |
| うたわれるもの             | COBRA THE ANIMATION        | Angel Beats!               |

## その他
上記以外にもコブラで映像化の企画があったが頓挫している。
1989年、同じ寺沢原作の『ゴクウ』がアニメ化されたことから、『スペースコブラ』と同じ東京ムービーで新作OVAアニメーション制作が企画されたことがある。
コブラ役には寺沢が当初から希望し、ゲーム版で同役を演じた山田康雄が予定されていた。当時の東京ムービーは『ルパン三世 風魔一族の陰謀』で山田に不義理を働いたこともあり、寺沢の要望もあったため山田の起用に注力。「アニメはルパンだけ」との姿勢だった山田もゲーム版などの出演から態度が軟化しており、山田の所属劇団であるテアトル・エコーとつながりがあった東宝が共同製作になる。クリスタルボーイとの対決をアニメ化する予定だったという。
企画は順調に進んだが、『スペースコブラ』のソフト化を含めたプロジェクトであったため、同時期にソフト化の権利が他社に決まったことを機に企画はお蔵入りとなった。代替作として製作されたのは『静かなるドン』であった。当時のスタッフは企画の頓挫に後悔が残ったが、後に野沢コブラの浸透度や野沢自身のコブラへの想いを知り、「やらなくて良かった」としている。
また、寺沢を監督に迎えた再アニメが企画され、寺沢の希望で出崎と杉野を再登板させる予定だったが杉野によると資金難で頓挫したという。
先述の企画とは別に『ザ・サイコガン』を連載中の95年頃にマッドハウスで劇場アニメ化する企画があった。当時のスタッフと親交のあった針玉ヒロキによると作画作業中に出資先が倒産、同時期にコブラ役に内定していた山田康雄が逝去したことにより製作中止になる。寺沢の没後に存在と彼が手掛けたコンテの一部が公開された。なお、このコンテは先述のOVAに加筆修正し転用された。
なお、山田の登板に強い拘りを見せ続けた寺沢だが、テレビ版の野沢の演技に不満を持っていたわけではない、山田没後に制作、発売された関連作品ではいずれも野沢の再登板を了承している。